# 2,2-Diméthylhexane
Le 2,2-diméthylhexane est un hydrocarbure saturé de la famille des alcanes de formule C8H18. Il est un des dix-huit isomères de l'octane.